# Triodopsis caroliniensis
Triodopsis caroliniensis är en snäckart som först beskrevs av I. Lea 1834.  Triodopsis caroliniensis ingår i släktet Triodopsis och familjen Polygyridae. Inga underarter finns listade i Catalogue of Life.